# 小行星1678
小行星1678（1678 Hveen）是一颗围绕太阳公转的小行星。1940年12月28日，爾約·維薩拉在图尔库发现了此天体。
該小行星以瑞典文島的丹麥語命名。
这颗小行星的绝对星等为122.78237等。